# Vladimir Semitjov
Se Volodja Semitjov för Vladimir Semitjov den yngre.
Vladimir Semitjov, född 8 mars (20 mars enligt g.s.) 1882 i Sankt Petersburg i Kejsardömet Ryssland (nu Ryssland), död 6 februari 1939 i Sankt Görans församling i Stockholm, var en svensk författare.
Semitjov var gift med Faina Semitjov, född Scharfnadel, samt far till Volodja Semitjov och Eugen Semitjov. Han var verksam som civilingenjör och journalist i Ryssland, innan han 1923 flyttade till Sverige. Vissa böcker är skrivna under pseudonymen Viktor Somovs. Böckerna 43000000 mil genom världsrymden och Mot slocknande solar från 1936 och 1937 är science fiction-romaner för ungdomar. Semitjov är begravd på Lidingö kyrkogård.

### Varia
- 55 knepiga problem / samlade av Vladimir Semitjov ; under redaktion och utformning av Erland Björck. Stockholm: Bonnier. 1931. Libris 1367567
- Rysk grammatik. Stockholm: Nord. skolmaterielförl. 1933. Libris 1367569
- Åtta spel. Stockholm: Gunnar Saietz' förl. 1934. Libris 1367571
- Hur är världsalltet ordnat?. Stockholm: Åhlén & Åkerlund. 1938. Libris 1376253

### Musiknoter
- I dina ögon : zigenarsång / ord och musik: Vladimir Semitjov ; svensk översättning: Karl Joh. Rådström ; pianoarrangemang: W. Witkowsky. Stockholm: Elkan & Schildknecht. 1928. Libris 10367657

### Översättningar
- Perovskaja, Olga Vasilevna (1937). Ungar och djur / [övers. av Wladimir Semitjov]. Stockholm: Natur och kultur. Libris 1374930
- Perovskaja, Olga Vasilevna (1938). Sällsamma djur på steppen / [övers. av Wladimir Semitjov]. Stockholm: Natur o. kultur. Libris 1374929

## Filmografi
- 1925 – Karl XII
- 1923 - Johan Ulfstjerna